# Petrus Johannes Izaak de Fremery

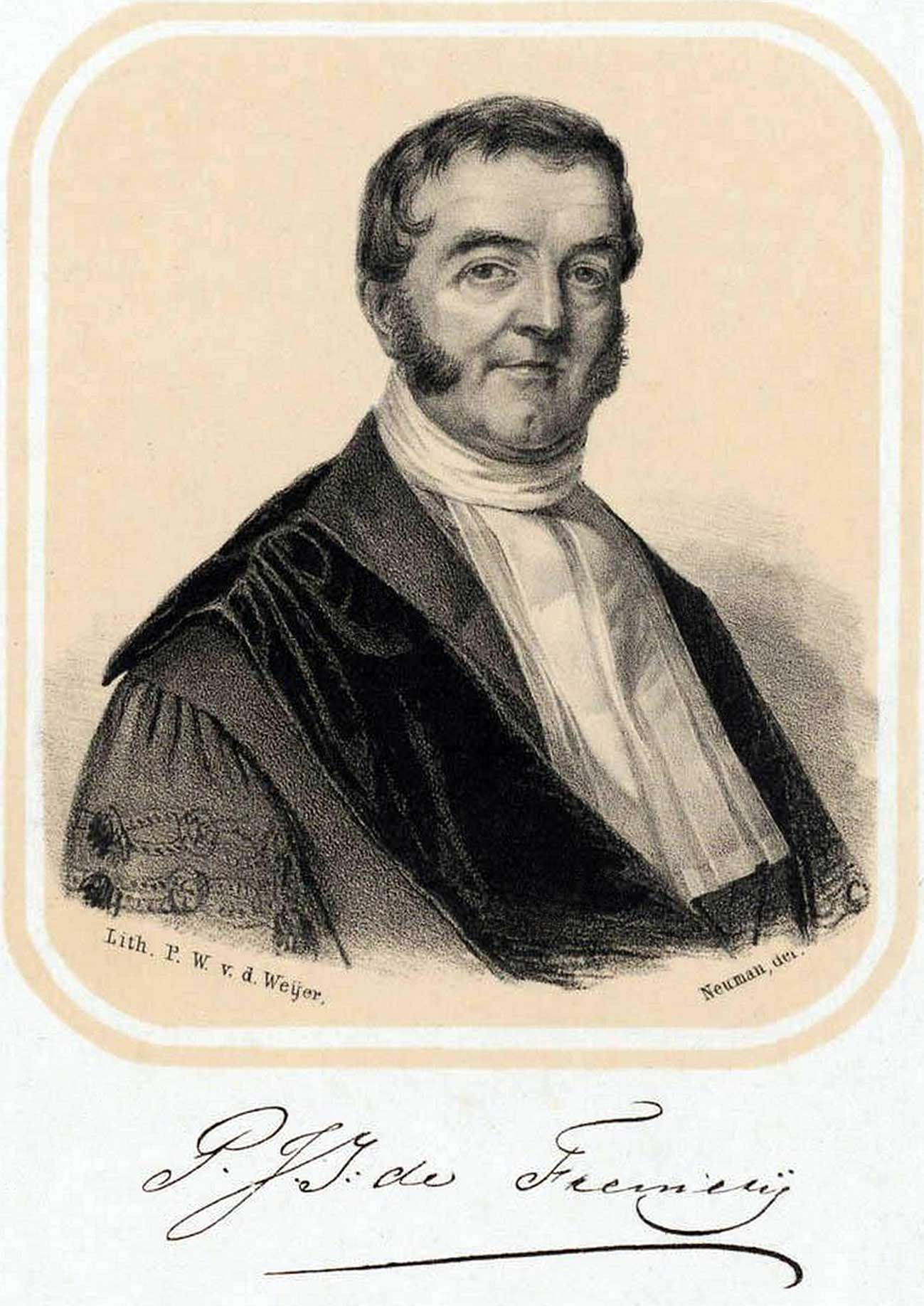
Petrus Johannes Izaak de Fremery

Petrus Johannes Izaak de Fremery auch: Petrus Jan Isacus de Fremerij (* 29. April 1797 in Utrecht; † 9. September 1855 ebenda) war ein niederländischer Mediziner und Chemiker.

## Leben
Der Sohn des Nicolaas Cornelis de Fremery immatrikulierte sich am 1. Oktober 1813 als Student der Medizin an der Universität Utrecht. Am 10. Mai 1819 wurde er mit seiner Abhandlung Specimen medicum inaugurale de hydrope ligamentorum uteri zum Doktor der Naturwissenschaften promoviert und erwarb sich am Folgetag mit der Arbeit Specimen zoölogicum, sistens observationes, praesertim osteologicas, de casuario Novae Hollandiae den medizinischen Doktorgrad. 1824 wurde er Professor der Chemie an der Veterinärschule in Utrecht, welche Aufgabe er bis 1851 wahrnahm.
Am 24. Juni 1829 berief man ihn zum außerordentlichen Professor der Chemie an der Utrechter Hochschule, welche Aufgabe er am 24. Juni 1829 mit der Einführungsrede De ratione, qua chemia artibus adhibita, in commune patriae emolumentum optime tradatur übernahm. Als solcher beteiligte er sich auch an den organisatorischen Aufgaben der Bildungseinrichtung und war 1848/49 Rektor der Alma Mater. Er hatte auch in verschiedenen Utrechter medizinischen Kommissionen mitgewirkt. 1815 wurde er korrespondierendes Mitglied der Königlich Niederländischen Akademie der Wissenschaften, war Initiator der niederländischen Gesellschaft zur Förderung der Pharmazie und wurde 1853 Ritter des Ordens vom niederländischen Löwen.

## Familie
Fremery heiratete am 4. Januar 1821 in Utrecht Maria Kops (* 3. Januar 1798 in Leiden; † 20. August 1869 ebenda), die Tochter des Jan Kops und der Catharina Daams. Aus dieser Ehe stammen Kinder. Von diesen kennt man:
- Nicolaas Cornelis de Fremery (* 7. Oktober 1821 in Utrecht; † 20. April 1822 ebenda)
- Henriette Hester de Fremery (* 3. November 1822 in Utrecht; † 29. März 1892 in Leiden)
- Catharina Helena de Fremery (* 7. Juni 1824 in Utrecht; † 25. Mai 1871 in Leiden)
- Maria de Fremery (* 1. November 1825 in Utrecht; † 21. Februar 1880 in Aalsmeer) verh. 14. November 1857 in Nijmegen mit Cato Marinus Lammeree (* 8. April 1819 in Lexmond; † 27. Juni 1895 in Aalsmeer)
- Helena Elisabeth Josina de Fremery (* 22. März 1827 in Utrecht; † 5. März 1868 in Leiden)
- Jan de Fremery (* 3. Juni 1828 in Utrecht; † 26. November 1853 in Korvet Boreas (Batavia))
- NN. de Fremery (* 19. April 1831 in Utrecht; † 21. April 1831 ebenda)
- Julius Hendrik de Fremery (* 13. Mai 1832 in Utrecht; † 21. April 1883 in Zürich) verh. 18. September 1874 in Middelburg mit Johanna Hisser (* 13. April 1831 in Middelburg; † 11. Januar 1920 in Den Haag)
- Willem Pieter de Fremery (* 8. Dezember 1833 in Utrecht; † 4. Juni 1835 ebenda)
- Petrus Isacus de Fremery (* 12. Mai 1835 in Utrecht; † 14. März 1864 in Semarang)
- Maria Cornelia de Fremery (* 18. November 1836 in Utrecht; † 4. Juli 1916 in Leiden)
- Johannes de Fremery (* 24. April 1838 in Utrecht; † 7. September 1892 in Arnhem) verh. 14. Oktober 1868 in Zutphen mit Anna Frederika Nieuwland (* 13. Juni 1851 in Zutphen; † 2. Januar 1921 in Deventer)
- Albertus de Fremery (* 20. Oktober 1841 in Utrecht; † 11. Mai 1842 ebenda)

## Werke
- Specimen Zoölogicum sistens observationes praesertim osteologicas de Casuario Novae Hollandiae. Utrecht 1819
- Verslag van het werktuig door Romershausen uitgevonden om door middel van drukking der lucht, extracten, tincturen en infusien te bereiden. In: Algem. Konst. en Letterb. 1820. Bd. 1, S. 130
- Scheikundige ontleding van het gas,verkregen uit twee runderen, welke aan opgeblazenheid leden. In: A. Numan: Vee-Artsenijkundig Magazijn. 1828. Bd. 1, Teil 2, S. 300.
- Archief voor den Aziatischen braakloop en al wat daartoe betrekking heeft, in de stad en provincie Utrecht enz. en onder medewerking van anderen. Utrecht 1832–1834, 3. Bde.
- Verhandeling over het zuiveren van besmette goederen, vooral door hooge temperatuur, benevens beschrijving van den toestel hiertoe gebruikt, tijdens het heerschen der Cholera te Utrecht. Utrecht 1833
- Over de vervaardiging van nieuw zilver. In: Tijdschrift ter bevordering van Nijverheid door van der Boon Mesch enz. 1839. Bd. 5, S. 22
- Het leven en de werkzaamheden van J. Bleuland. In: Algem. Konst. en Letterb. 1839. Bd. II., S. 418, 435, 450.
- Oratio inauguralis de Jano Kopsio, ejusque in patriam meritis. Utrecht 1849
- Herinneringen aan het leven en de werkzaamheden van Jan Kops. In: Utrechtschen Studenten-Almanak. Utrecht 1850
- Over de geschiktheid van sommige kleuren om rickende stoffen in zich op te nemen.